# ファイブ (ノンフィクション)
『ファイブ』は、平山譲のノンフィクション小説、またこれを原作とする漫画、テレビドラマ。

## 概要
2004年10月にNHK出版より刊行されたスポーツノンフィクション。くさか里樹作画で漫画化、岸谷五朗主演でテレビドラマ化された。
1990年代中盤より、親会社の業績不振に伴うリストラが行われた。企業のスポーツ部の廃部も行われた。所属していたバスケットボール部が廃部となり、居場所を失った選手たちが弱小だったチームに移籍し日本一を目指す。

## あらすじ
JBLスーパーリーグの強豪だったいすゞ自動車ギガキャッツは、いすゞ自動車の業績不振により廃部となった。「ミスターバスケットボール」と言われていた佐古賢一は、MVPを3度受賞するスター選手だった。しかし選手としては高齢なため所属先も決まらず苦しむ。
時は遡り、鈴木貴美一は、JBL二部リーグで低迷するアイシンシーホースのヘッドコーチとして招かれた。残業に追われ疲れている選手のやる気を引き出し一部に昇格させた。しかし一部に昇格したが、有望な新人選手達は大都市のチームへ加入してしまうため補強に苦労する。そこでベテラン選手を獲得することとした。住友金属スパークスの佐藤信長、NKKシーホークスの後藤正規、大和証券ホットブリザーズの外山英明、ボッシュブルーウィンズのエリック・マッカーサーを獲得。補強によりセミファイナルまで勝ち上がることができたが、ファイナルには勝ち上がれない。そこで鈴木は佐古に声をかけ、佐古の移籍先が決まる。
佐古は、いすゞとアイシンの異なる方針に戸惑いながらも慣れていったが、今度は故障に苦しむこととなる。なんとかファイナルまで進むが折茂武彦や田臥勇太などが所属する前年の覇者、トヨタ自動車アルバルクが立ちはだかる。
強豪チームを相手に、ベテラン選手達は苦しむ。時間内では決着がつかずに延長戦へと突入していく。そして……。

## 書籍情報
- ファイブ（NHK出版、2004年10月） ISBN 978-4-14-080897-9
- ファイブ（幻冬舎文庫、2007年12月） ISBN 978-4-34-441070-1

## 漫画
くさか里樹の作画により漫画化され、小学館『ビッグコミック』に2006年第2号から2008年第1号まで（発売日で2006年1月から2007年12月まで2年間）連載された。単行本は小学館（ビッグコミックス）から全5巻が刊行された。
単行本
くさか里樹、平山譲（原作）『ファイブ』 小学館（ビッグコミックス）
- 第1集 （2006年11月30日発売） ISBN 978-4-09-180700-7
- 第2集 （2006年11月30日発売） ISBN 978-4-09-181023-6
- 第3集 （2007年4月27日発売） ISBN 978-4-09-181204-9
- 第4集 （2007年9月28日発売） ISBN 978-4-09-181458-6
- 第5集 （2008年2月28日発売） ISBN 978-4-09-181717-4

## テレビドラマ
正月ドラマスペシャルとして、NHK総合テレビで、2008年1月5日の21:00 - 22:30(JST)に放送された。正月特番である。視聴率7.1%。

### 出演
- 佐山健一：岸谷五朗
- 佐山今日子：高島礼子 - 健一の妻
- 辰巳正治：筧利夫
- 伊藤信玄：柳沢慎吾
- 中村実：相島一之
- 富田達夫：パパイヤ鈴木
- 木島正明：田中要次
- 太田良介：黄川田将也 -「セントラル」若きスタープレイヤー
- 赤城孝一：近藤公園 - 「あおなみファイターズ」ヘッドコーチ
- ジョー・ベントン：サムエル・ポップ
- 佐山の娘：瓜生美咲
- 佐山の息子：加藤清史郎
- 佐山の兄：螢雪次朗
- 阿南敦子
- 能見達也
- 佐藤恒治
- 医師：小林すすむ
- 松田：松本享子
- 小柳友貴美
- 中山克己
- 専務：清水綋治
- ヘッドコーチ：渡辺いっけい
- 前島五郎：竜雷太 - 「あおなみファイターズ」部長
- 選手：石橋脩平

### スタッフ
- 脚本：君塚良一
- 演出：片岡敬司[1]
- 音楽：押尾コータロー
- 製作著作：NHK